# Imleria
Imleria Vizzini (podgrzyb) – rodzaj grzybów należący do rodziny borowikowatych (Boletaceae).

## Systematyka i nazewnictwo
Pozycja w klasyfikacji według Index Fungorum: Boletaceae, Boletales, Agaricomycetidae, Agaricomycetes, Agaricomycotina, Basidiomycota, Fungi.
Jest to niedawno utworzony rodzaj. W Polsce występuje jeden przedstawiciel tego rodzaju początkowo opisywany pod nazwą podgrzybek brunatny. W 2021 Komisja ds. Polskiego Nazewnictwa Grzybów Polskiego Towarzystwa Mykologicznego zarekomendowała używanie nazwy podgrzyb.

## Gatunki
- Imleria badia (Fr.) Vizzini 2014 – podgrzyb brunatny
- Imleria heteroderma (J. Blum) T. Rödig 2015
- Imleria obscurebrunnea (Hongo) Xue T. Zhu & Zhu L. Yang 2014
- Imleria parva Xue T. Zhu & Zhu L. Yang 2015
- Imleria subalpina Xue T. Zhu & Zhu L. Yang 2015

Wykaz gatunków i nazwy naukowe na podstawie Index Fungorum.